# 9. Unterseebootsflottille
A 9. Unterseebootsflottille foi uma unidade da Kriegsmarine que atuou durante a Segunda Guerra Mundial. A unidade foi criada no mês de Outubro de 1941 e dispensada no mês de Setembro de 1944.

## Bases
| Outubro de 1941 - Setembro de 1944 | Brest |

## Comandantes
| Comandante                            | Data                                |
| ------------------------------------- | ----------------------------------- |
| Kptlt. Jürgen Oesten                  | Outubro de 1941 - Fevereiro de 1942 |
| Korvkpt. Heinrich Lehmann-Willenbrock | Maio de 1942 - Setembro de 1944     |

## Tipos de U-Boot
Serviram nesta flotilha um os seguintes tipos de U-Boots:
VIIC, VIIC41 e VIID

## U-Boots
Foram designados ao comando desta Flotilha um total de 84 U-Boots durante a guerra:
| U-89, U-90, U-91, U-92, U-210, U-211, U-213      |
| U-214, U-215, U-216, U-217, U-218, U-230, U-232  |
| U-240, U-244, U-248, U-254, U-256, U-273, U-279  |
| U-282, U-283, U-284, U-293, U-296, U-302, U-309  |
| U-317, U-347, U-348, U-365, U-377, U-383, U-388  |
| U-389, U-403, U-407, U-408, U-409, U-412, U-421  |
| U-425, U-438, U-443, U-447, U-450, U-473, U-480  |
| U-482, U-591, U-595, U-604, U-605, U-606, U-621  |
| U-631, U-633, U-634, U-638, U-659, U-660, U-663  |
| U-664, U-709, U-715, U-739, U-744, U-755, U-759  |
| U-761, U-762, U-764, U-771, U-772, U-951, U-954  |
| U-955, U-966, U-979, U-984, U-989, U-997, U-1165 |